# Władysław Fabian
Władysław Fabian (ur. 18 listopada 1933 w Mnichu, zm. 13 kwietnia 2004) – polski milicjant, ekonomista i funkcjonariusz MSW, poseł na Sejm PRL IX kadencji.

## Życiorys
Syn Wojciecha i Janiny. W 1953 rozpoczął służbę w Wojewódzkim Urzędzie Bezpieczeństwa Publicznego w Katowicach, od 1956 służył w Komendzie Wojewódzkiej Milicji Obywatelskiej, a następnie w Wojewódzkim Urzędzie Spraw Wewnętrznych. Dosłużył stopnia podpułkownika. Obejmował stanowisko referenta, starszego referenta, oficera operacyjnego, kierownika, a także zastępcy naczelnika i naczelnika wydziałów, w 1989 w stopniu podpułkownika. Do Polskiej Zjednoczonej Partii Robotniczej wstąpił w 1954. W latach 1974–1976 był członkiem plenum Komitetu Powiatowego PZPR w Gliwicach, a w okresie 1981–1983 Komitetu Zakładowego PZPR przy WUSW w Katowicach. W 1964 skończył studia ekonomiczne, w 1970 odbył Kurs Doskonalenia Kadr Kierowniczych Służby Bezpieczeństwa Ministerstwa Spraw Wewnętrznych. Od 1985 do 1989 pełnił mandat posła na Sejm PRL IX kadencji z okręgu Dąbrowa Górnicza. W parlamencie pracował w Komisji Administracji, Spraw Wewnętrznych i Wymiaru Sprawiedliwości, Komisji Prac Ustawodawczych oraz w Komisji Nadzwyczajnej do rozpatrzenia projektu ustawy Prawo o stowarzyszeniach oraz projektów ustaw dotyczących związków zawodowych.
Odznaczony Krzyżem Oficerskim i Krzyżem Kawalerskim Orderu Odrodzenia Polski.
Pochowany na cmentarzu komunalnym w Pierśćcu.